# Eichwalde

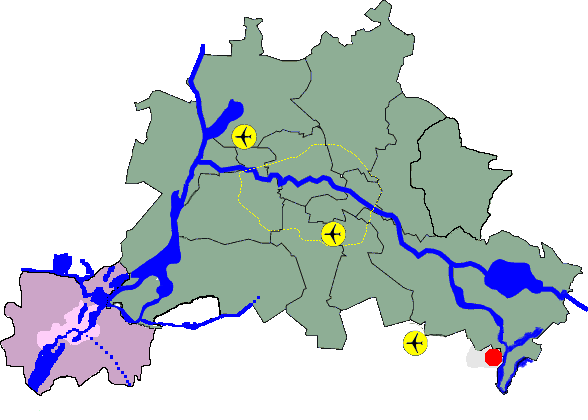
Lage an der Stadtgrenze von Berlin

Eichwalde ist eine amtsfreie Gemeinde im Landkreis Dahme-Spreewald in Brandenburg in Deutschland.

## Geografie
Eichwalde liegt direkt an der südöstlichen Stadtgrenze von Berlin. Der im Norden und Osten angrenzende Berliner Ortsteil ist Schmöckwitz. Die südliche Nachbargemeinde ist Zeuthen, die westliche Schulzendorf.
Die städtische Bebauung geht an allen Seiten nahtlos in die der drei Nachbargemeinden über. Eichwalde hat damit keine Wachstumsmöglichkeiten in die Breite. Die nördlich der Waldstraße (die hier die Landesgrenze bildet) liegende Siedlung Schmöckwitz ist vom Rest Berlins aus nur über Eichwalder Gebiet zu erreichen. Im Osten des Gemeindegebiets hat Eichwalde einen schmalen Zugang zum Zeuthener See. Hier gibt es einen Badestrand („Badewiese“) und mehrere Bootsanleger.
Eichwalde ist mit nur 2,8 km² die flächenkleinste Gemeinde in Brandenburg und die mit der zweithöchsten Bevölkerungsdichte hinter dem ähnlich strukturierten Glienicke/Nordbahn am nördlichen Berliner Stadtrand. Unter den mehr als 12.000 Gemeinden in Deutschland belegte 2012 Eichwalde nach der Bevölkerungsdichte den 24. Platz. Nach einer Untersuchung der Märkischen Allgemeinen Zeitung im Jahre 2010 ist Eichwalde zudem die Gemeinde mit dem höchsten Pro-Kopf-Einkommen im Landkreis Dahme-Spreewald.

## Gemeindegliederung
Eichwalde verfügt über keine Ortsteile, bewohnten Gemeindeteile oder Wohnplätze.

## Geschichte
Der Ort wurde 1673 erstmals als Rahdelandt erwähnt und war zu dieser Zeit ein Freigut, d. h. ein abgabenfreies Landgut des Stadtmajors A. Quappe. Im Jahr 1700 gab es einen Ort Sandacker, Radeland genannt, vor Zeuthen gelegen, der vom Heideläufer und Krüger zu Schmöckwitz gerodet und bestellt worden war. Allerdings mussten sie dem Amt Köpenick die Kosten für die Aussaat entrichten. 1743 erschien erstmals die Schreibweise Radeland, damals in Verbindung mit einem Vorwerk und einem Hammelstall. Zehn Jahre später kam es vom Amt Köpenick in die Herrschaft Königs Wusterhausen – wie viele andere, umliegende Gemeinden durch Aufkauf des Königs. Demzufolge erschien es 1773 als königliches Vorwerk, indem 1781 zwei Pfälzer Kolonisten angesiedelt wurden. 1801 wurde der Ort mit einer Meierei unweit Schmöckwitz geführt. Dort lebten ein Büdner und vier Einlieger mit drei Feuerstellen (=Haushalte). Eichwalde gehörte seit 1817 zum Kreis Teltow in der preußischen Provinz Brandenburg.
1840 war lediglich ein Vorwerk mit vier Wohnhäusern bekannt. 1858 erschien ein Gut mit einem Gutseigentümer, einem Pächter sowie vier Knechten und Mägden und sieben Tagelöhnern. Die Besitzung war 1076 Morgen groß. Daneben gab es zwei weitere Besitzungen, die zusammen lediglich auf vier Morgen kamen. Erstmals erschien aber auch ein Schiffseigentümer mit einem Gehilfen. 1860 war der Ort auf vier Wohn- und fünf Wirtschaftsgebäude angewachsen. Nach und nach wurden die Flächen parzelliert und es entstand eine Villenkolonie. Dennoch war Radeland, wie der Ort nach wie vor hieß, landwirtschaftlich geprägt. Die Einwohner bewirtschafteten 635 Morgen Wald, 375 Morgen Acker, 52 Morgen Wiese, 17 Morgen Weide und ein Morgen Gartenland. Die Gehöfte nahmen eine Fläche von fünf Morgen ein.

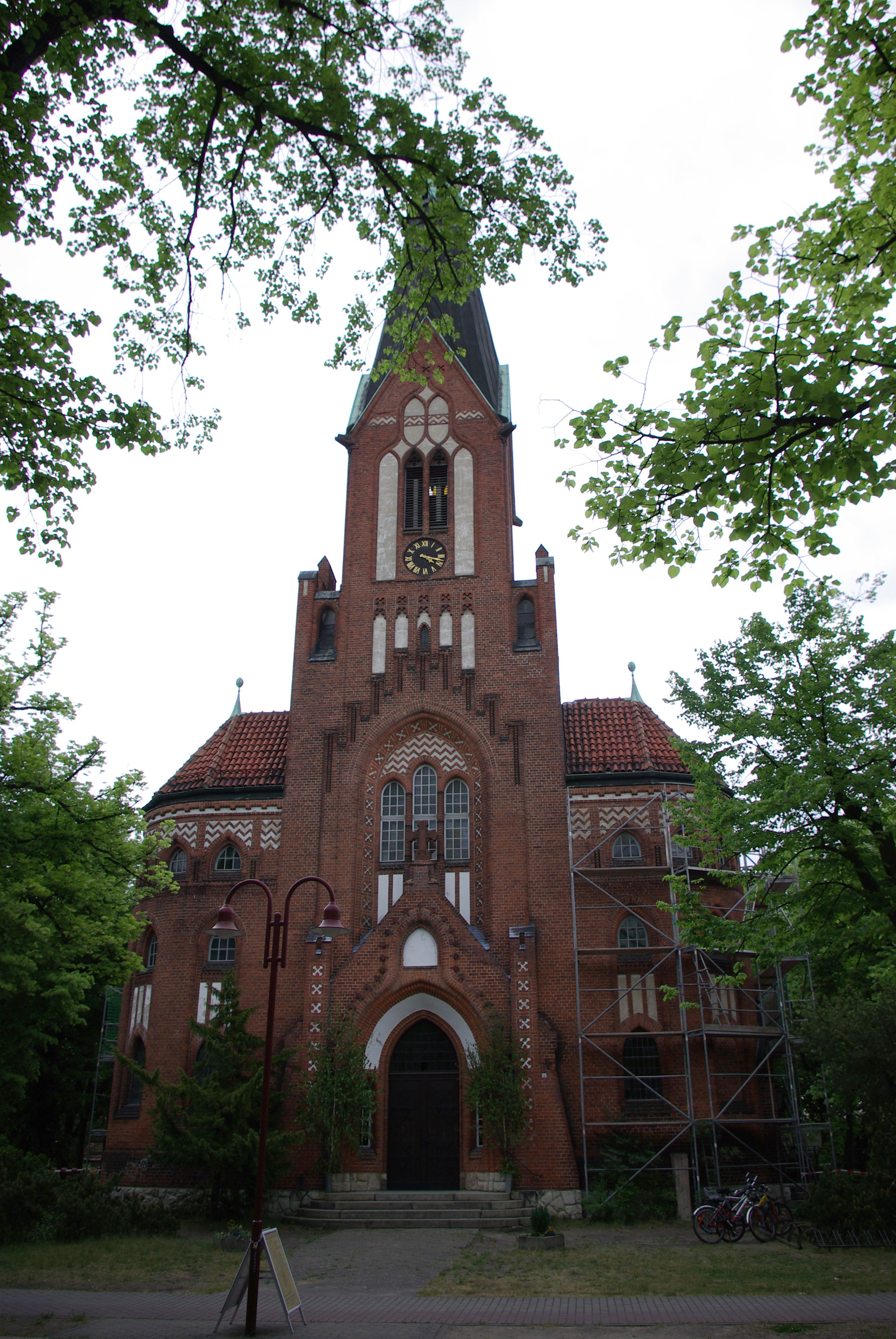
Evangelische Kirche

Mit Wirkung zum 20. März 1893 wurde das Gut für Siedler durch Umwandlung und Umbenennung in Eichwalde aufgeteilt. Bis 1899 war Eichwalde nach Schmöckwitz eingekircht, wurde aber in diesem Jahr selbstständige Pfarrgemeinde und Mutterkirche mit den Tochterkirchen in Neu Zittau, Schmöckwitz und Wernsdorf. Die Einwohnerzahl stieg stark an und so gab es 1900 bereits 179 Wohnhäuser. Damit kam auch der Wunsch nach einer eigenen Dorfkirche auf, die in den Jahren 1906 bis 1908 nach Plänen des Architekten Carl Zaar durch den Baumeister Rudolf Vahl entstand. 1931 waren es bereits 398 Wohnhäuser. Dies schlug sich auch auf die wirtschaftliche Struktur nieder, denn 1939 waren lediglich noch zwei landwirtschaftliche Betriebe aktiv, die eine Fläche von 0,5 bis 5 Hektar bewirtschafteten.
Nach dem Zweiten Weltkrieg kam Eichwalde 1952 zum Kreis Königs Wusterhausen im DDR-Bezirk Potsdam. 1955 gründete sich ein VEB Holzbau mit 133 Beschäftigten. 1973 kam ein VEB Hoch- und Betonbau sowie eine PGH des Friseurhandwerks sowie des Orthopädie-Schuhmacher-Handwerks hinzu. Seit 1993 liegt die Gemeinde im brandenburgischen Landkreis Dahme-Spreewald.

## Bevölkerungsentwicklung
| Jahr | Einwohner |
| ---- | --------- |
| 1910 | 1.565     |
| 1925 | 3.069     |
| 1933 | 4.815     |
| 1939 | 6.318     |
| 1946 | 5.847     |
| 1950 | 6.493     |
| 1964 | 6.352     |
| 1971 | 6.377     |
| 1981 | 5.962     |
| 1985 | 5.705     |

| Jahr | Einwohner |
| ---- | --------- |
| 1990 | 5.141     |
| 1995 | 4.887     |
| 2000 | 5.737     |
| 2005 | 6.002     |
| 2010 | 6.205     |
| 2015 | 6.426     |
| 2020 | 6.452     |

| Jahr | Einwohner |
| ---- | --------- |
| 2021 | 6.453     |
| 2022 | 6.360     |
| 2023 | 6.383     |
| 2024 | 6.341     |

Gebietsstand des jeweiligen Jahres, Einwohnerzahl: Stand 31. Dezember (ab 1991), ab 2011 auf Basis des Zensus 2011, ab 2022 auf Basis des Zensus 2022

## Politik

### Gemeindevertretung
Die Gemeindevertretung von Eichwalde besteht aus 16 Gemeindevertretern und dem hauptamtlichen Bürgermeister. Die Kommunalwahl am 9. Juni 2024 führte bei einer Wahlbeteiligung von 73,5 % zu folgendem Ergebnis:
| Partei / Wählergruppe      | Stimmenanteil 2019 | Sitze 2019 | Stimmenanteil 2024 | Sitze 2024 |
| -------------------------- | ------------------ | ---------- | ------------------ | ---------- |
| CDU                        | 17,9 %             | 3          | 20,0 %             | 4          |
| SPD                        | 18,5 %             | 3          | 18,8 %             | 3          |
| Wählerinitiative Eichwalde | 15,1 %             | 3          | 17,7 %             | 3          |
| AfD                        | 14,0 %             | 1          | 16,6 %             | 3          |
| Bündnis 90/Die Grünen      | 19,3 %             | 3          | 11,2 %             | 2          |
| Die Linke                  | 15,1 %             | 3          | 09,8 %             | 2          |
| Die PARTEI                 | –                  | –          | 04,2 %             | 1          |
| FDP                        | –                  | –          | 01,8 %             | –          |
| Insgesamt                  | 100 %              | 16         | 100 %              | 18         |

Der Stimmenanteil der AfD 2019 entsprach drei Sitzen. Sie hatte jedoch nur einen Kandidaten aufgestellt.  Daher blieben nach § 48 (6) des Brandenburgischen Kommunalwahlgesetzes zwei Sitze in der Gemeindevertretung unbesetzt.
Im Jahr 2007 wurde das erste Schülerparlament der Gemeinde von Schülern des Humboldt-Gymnasiums und der Humboldt-Grundschule unter dem Namen Kinder und Jugendparlament Eichwalde (kurz: KJP) gewählt. Mit diesem Projekt, welches mit zu den ersten dieser Art in der Region gehörte, soll auch Jugendlichen und Kindern eine Mitwirkung am Ortsgeschehen inklusive Budgetberatung ermöglicht werden.

### Bürgermeister

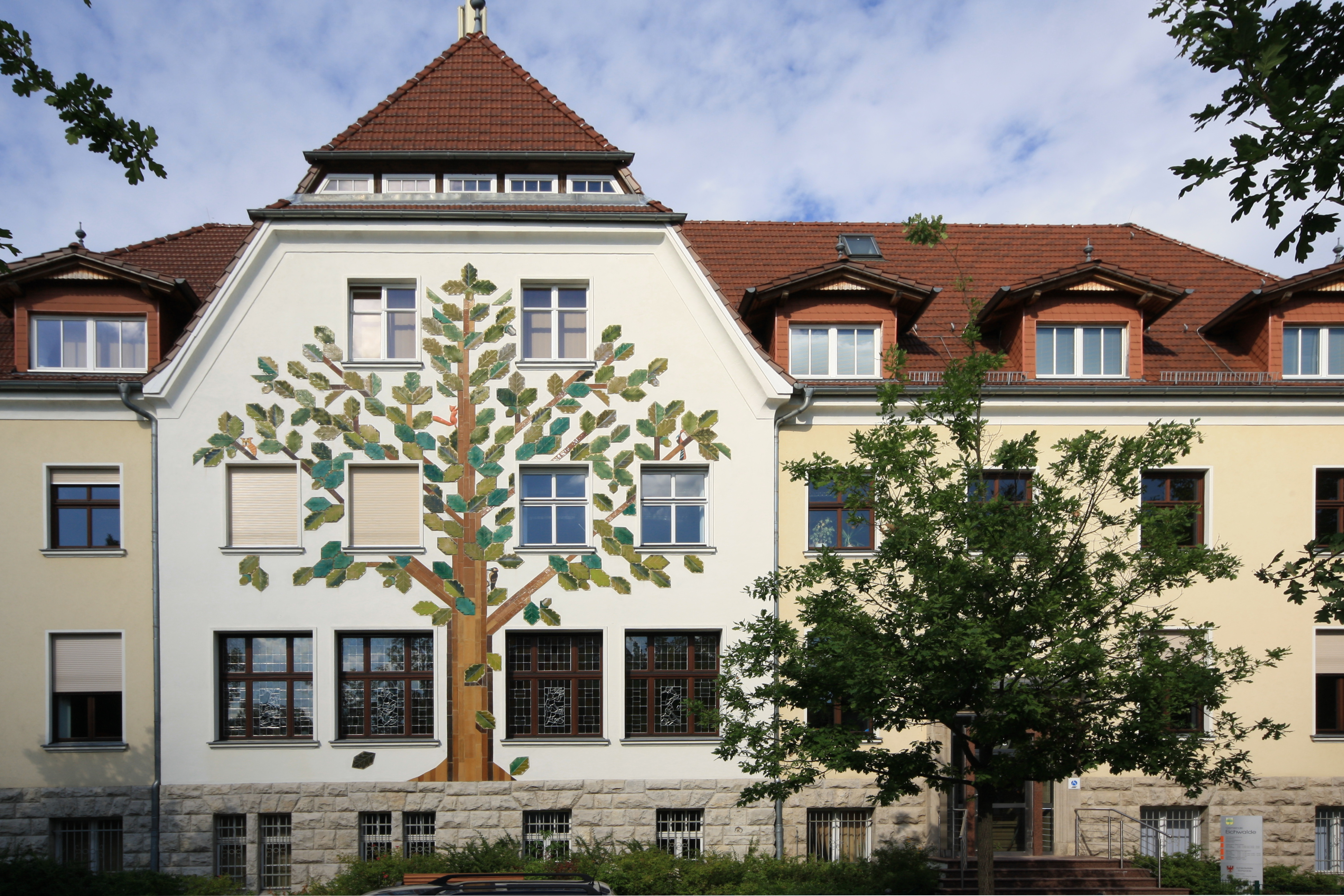
Rathaus

- 1893–1896: Paul Schmidt (1841–1907)[13]
- 1934–1945: Erich Rix (NSDAP)[14]
- 1945–1946: Franz Errulat (1880–1955) (KPD)
- 1946–1950: Kurt Wegner (1898–1964) (SPD)
- 1951–1952: Gerhard Vogt (1922–2003) (SED)[15]
- 1952–1953, 1965: Helene Scholz (SED)
- Mai 1989 – Dezember 1989: Andreas Müller (SED)[16]
- 2001–2009: Ekkehard Schulz (PDS)[17]
- 2009–2017: Bernd Speer (Wählerinitiative Eichwalde)[18]
- seit 2017: Jörg Jenoch (Wählerinitiative Eichwalde)

Jenoch wurde am 24. September 2017 mit 54,9 % der gültigen Stimmen für eine Amtszeit von acht Jahren gewählt.

### Wappen
Das Wappen wurde am 5. Mai 1995 genehmigt.
Blasonierung: „In Gold auf grünem Boden eine grüne Eiche mit goldenen Früchten.“
Das Eichwalder Wappen zeigt die 300-jährige Friedenseiche in der Friedenstraße.

### Flagge
Die Bannerflagge ist längs gestreift von Grün und Gold und trägt das Wappen der Gemeinde übergreifend in der Mitte.

### Partnergemeinde
Eichwalde hat eine polnische Partnergemeinde: Ośno Lubuskie (Drossen) in der ehemals brandenburgischen Neumark. Der Ort liegt 85 Kilometer von Eichwalde entfernt, nordöstlich der Grenzstadt Frankfurt (Oder).

## Sehenswürdigkeiten und Kultur

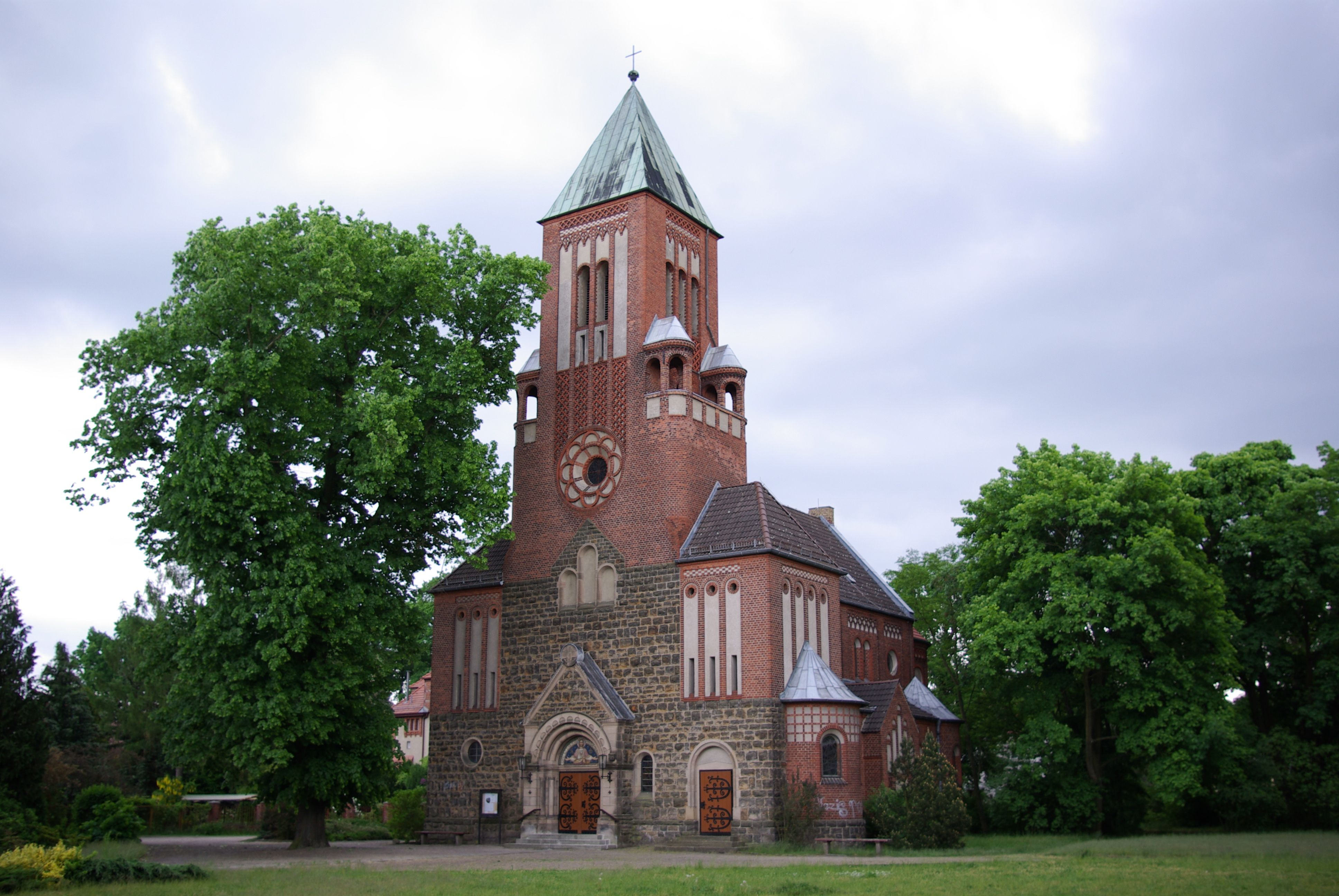
Katholische Kirche

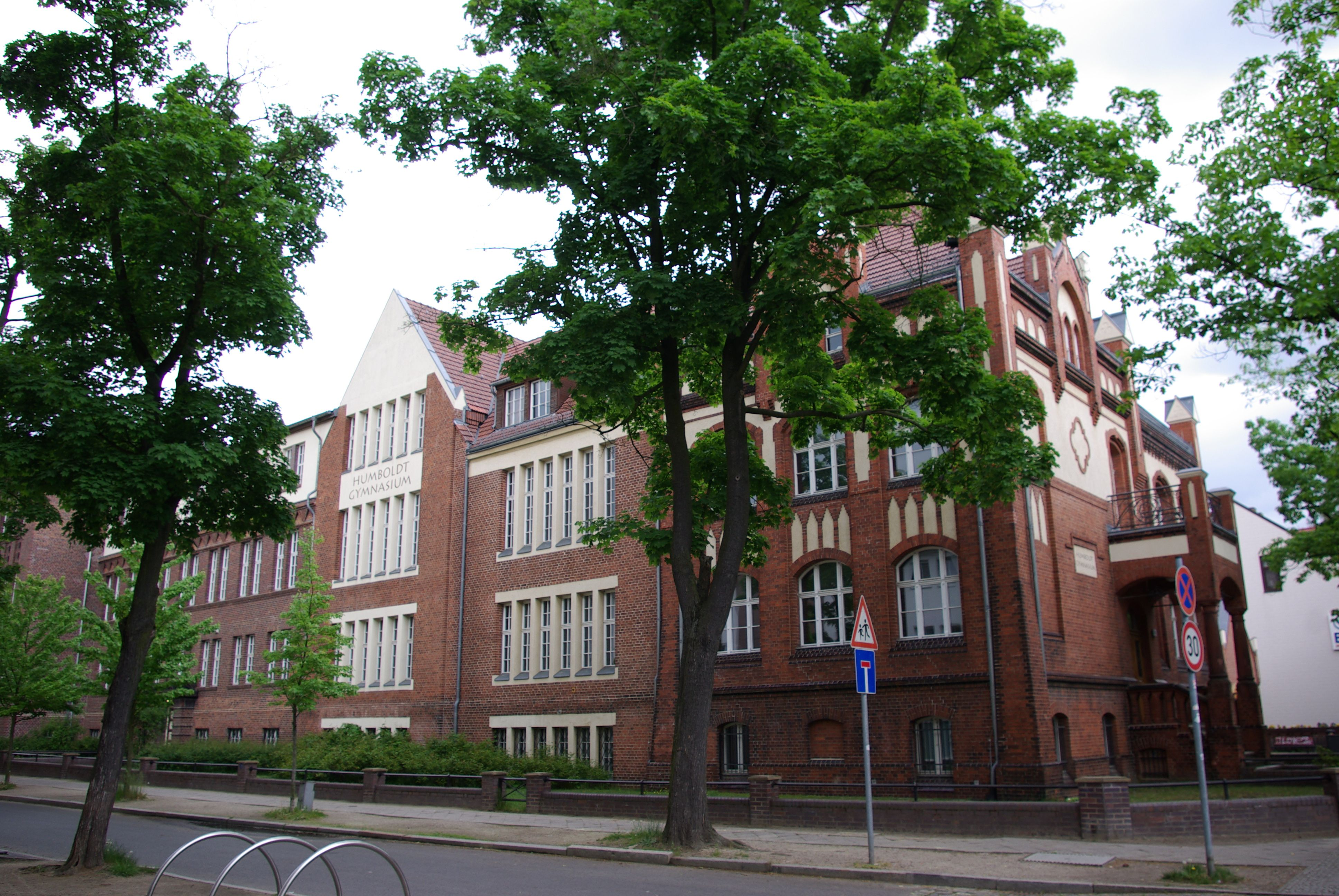
Humboldt-Gymnasium

In der Liste der Baudenkmale in Eichwalde stehen die in der Denkmalliste des Landes Brandenburg eingetragenen Baudenkmale.

### Bauwerke
- Ortskern mit einem Ensemble an Gründerzeitgebäuden und -villen (zum Beispiel: Alte Feuerwache, Humboldt-Gymnasium)
- Die Dorfkirche Eichwalde entstand in den Jahren 1906 bis 1908 nach Plänen des deutschen Architekten Carl Zaar durch den Baumeister Rudolf Vahl. Im Innenraum befindet sich die weltweit einzige erhalten gebliebene Parabrahm-Orgel, die Friedrich Weigle erbaute.
- Katholische St.-Antonius-Kirche, erbaut 1913
- Wasserturm und Wasserwerk

### Museen
Die Alte Feuerwache ist das kulturelle Zentrum der Gemeinde. In dem Haus finden vom Kulturbeirat der Gemeinde Eichwalde, vom Verein Kind & Kegel, dem Freundeskreis Alte Feuerwache und vom Heimatverein organisierte Ausstellungen, Konzerte, Lesungen und andere künstlerische und kulturelle Ereignisse statt.
Das Archiv deutscher Bieretiketten zeigt einen historischen und systematischen Abriss über die Etikettierung von Bierflaschen. Die mehr als 23.000 Exponate können nach Terminvereinbarung angesehen werden.

### Naturdenkmale

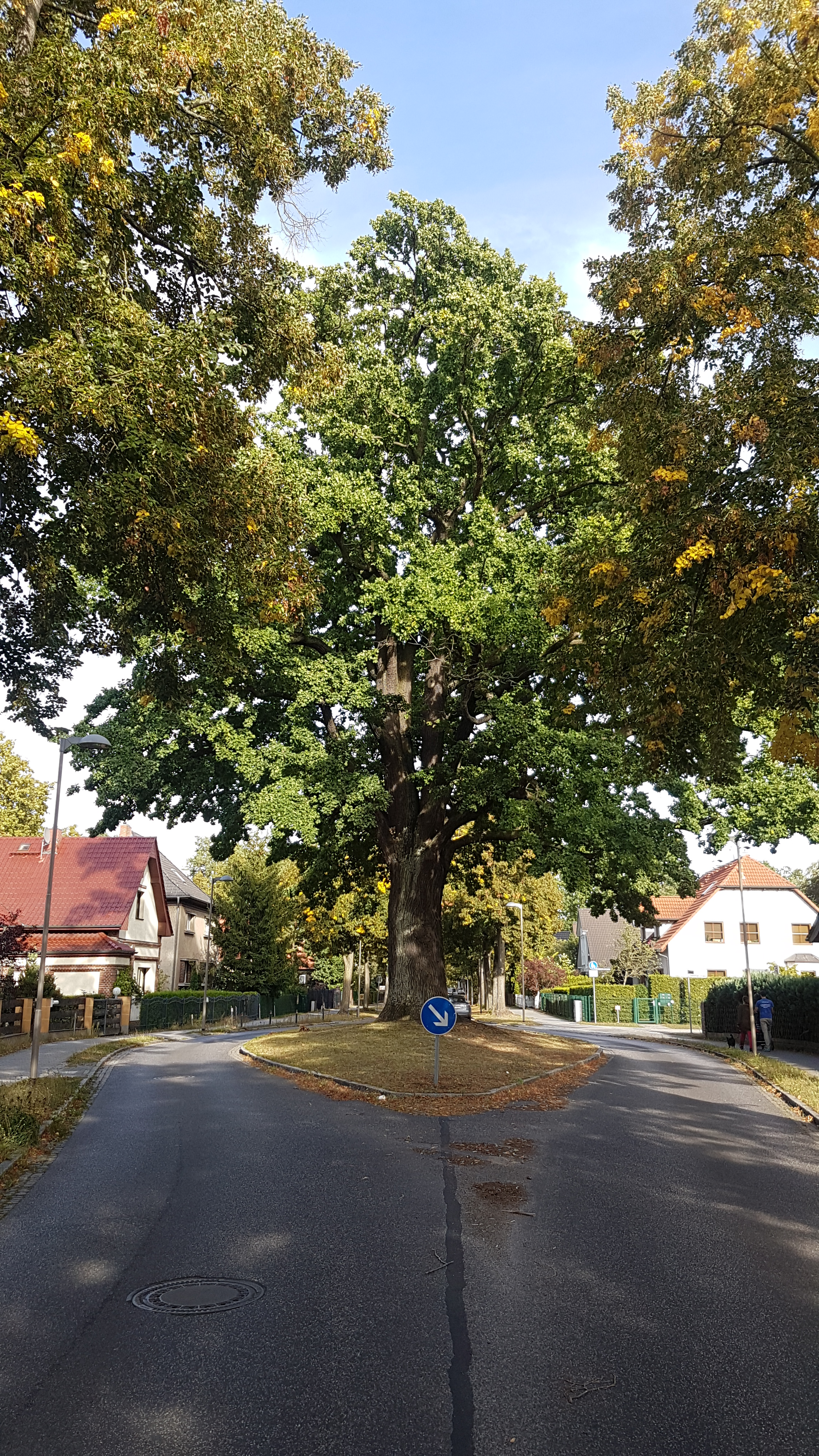
Eichwalder Friedenseiche

Die Friedenseiche in der Friedenstraße ist im Stadtwappen wiederzufinden.

### Musik
- Weltweit einzig erhaltene Parabrahm-Orgel in der evangelischen Kirche, im Jahr 1908 erstellt (Orgel der evangelischen Kirche in Eichwalde)
- Regelmäßige Konzerte in der alten Feuerwache (siehe Kultur und Sehenswürdigkeiten)

### Lokale Medien
Die Eichwalder Nachrichten sind ein unabhängiges Online-Magazin für Eichwalde und Kommunen in der Nachbarschaft.

## Verkehr

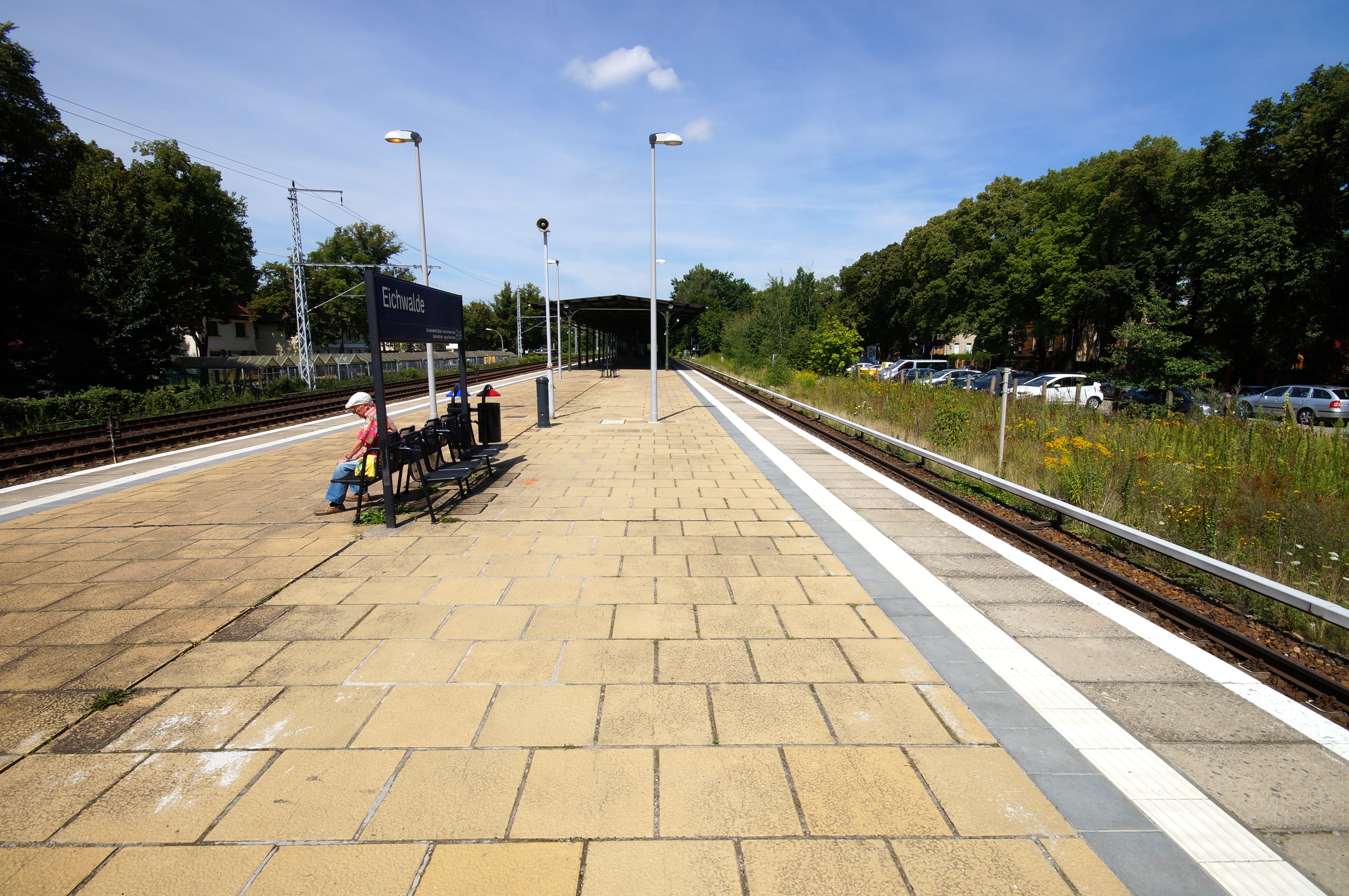
Bahnhof Eichwalde

Eichwalde liegt an der Landesstraße L 401 zwischen der Berliner Landesgrenze (Bezirk Treptow-Köpenick) und Königs Wusterhausen. Die nächstgelegenen Autobahnanschlussstellen sind Königs Wusterhausen an der A 10 (südlicher Berliner Ring) und Waltersdorf an der A 117.
Der Bahnhof Eichwalde wird von den S-Bahnlinien S 8 (Wildau–Birkenwerder) und S 46 (Königs Wusterhausen–Westend) bedient.
Mehrere Buslinien verbinden Eichwalde mit den Nachbarorten.
Der Flughafen Berlin Brandenburg ist etwa 7 km Luftlinie entfernt.

## Persönlichkeiten

### Söhne und Töchter der Gemeinde
- Fritz Vetter (1901–1969), Politiker (GB/BHE)
- Bodo Helmholz (1913–1991), Jurist, Präsident des Hessischen Rechnungshofes
- Rudolf Werner Kipp (1919–1990), Dokumentarfilmer und Filmproduzent
- Sonja Ziemann (1926–2020), Schauspielerin
- Werner Droste (1929–1995), Professor für Elektrische Anlagen auf Schiffen
- Karl-Heinz Maeder (1948–2013), Schachspieler

### Mit Eichwalde verbundene Persönlichkeiten
- Paul Merker (1894–1969), Politiker (SED), lebte in Eichwalde
- Karl Salomon (1896–1977), stellvertretender Minister in der DDR, lebte und verstarb in Eichwalde
- Ilse Fischer (1900–1979), Malerin, lebte in Eichwalde
- Eberhard Leibnitz (1910–1986), Chemiker, lebte in Eichwalde
- Eberhard Rebling (1911–2008), Pianist, Musikwissenschaftler, lebte in Eichwalde
- Lin Jaldati (1912–1988), Sängerin, lebte in Eichwalde
- Erik S. Klein (1926–2002), Schauspieler, lebte in Eichwalde
- Walter Nowojski (1931–2012), Herausgeber der Tagebücher Victor Klemperers, lebte in Eichwalde
- Diether Noll (* 1934), Komponist, lebt in Eichwalde
- Günter Franke (1935–2011), Architekt, lebte in Eichwalde
- Robert Gordian (1938–2017), Schriftsteller, lebte in Eichwalde
- Thomas Natschinski (* 1947), Musiker, lebt in Eichwalde
- Dirk Zingler (* 1964), Unternehmer und Präsident des 1. FC Union Berlin, wuchs in Eichwalde auf
- Alida Kurras (* 1977), Gewinnerin der zweiten Staffel von Big Brother, Moderatorin, wuchs in Eichwalde auf
- Andrea Lübcke (* 1978), Politikerin (Bündnis 90/Die Grünen), lebt in Eichwalde